# Коч (город)
Коч (венг. Kocs) — муниципалитет на северо-западе Венгрии, в вармедье Комаром-Эстергом. Находится к западу от Таты и в 65 километрах к северо-западу от Будапешта.
В XV веке в Коче производили гужевые повозки, поэтому к названию города восходит английское слово coach, а также русское кучер и его аналоги в других языках.